# 渡邉正裕
渡邉 正裕（わたなべ まさひろ、1972年5月 - ）は、日本のジャーナリスト。MyNewsJapan代表取締役兼編集長。元日本経済新聞記者。

## 経歴
- 1972年5月 - 東京都に生まれる[1]。
- 1992年 - 慶應義塾大学総合政策学部に入学[1]。政治学、政策過程論を専攻。ゼミは米国政治研究。
- 1996年 - 大学卒業後、日本経済新聞社に入社[1]。
- 1999年10月～2004年10月 - IBMビジネスコンサルティングサービス(現・日本IBM)に転職[1]。
- 2001年3月 - 日本経済新聞社と当時の社長、鶴田卓彦に対し懲戒無効を求め東京地方裁判所に提訴[1]。
- 2004年2月 - MyNewsJapanを創業、同代表取締役社長に就任[1]。

## トヨタの闇
渡邉正裕・林克明が2007年に著した『トヨタの闇』は、ジャーナリストとしての活動を結集した数少ないトヨタへの評書であると自己主張している。同書によると、トヨタを批判しているのは「金曜日」が刊行している同書くらいしかないと言い、いくつかの出版社に出版を打診したがどれも断られたという。同書では、トヨタが2007年時点での広告費が1000億円以上という日本最大の広告主であるため、各媒体がトヨタからの広告を減らされる危惧を持ち、トヨタに忖度したためではないかという疑義を提起した。
渡邉は、メディアが上述のようにしてトヨタの問題を積極的に報じないことを問題視したが、トヨタの労働組合にも問題があるとした。

## 著書
- 『これが働きたい会社だ 社員が教える企業ミシュラン』幻冬舎、2004年11月。ISBN 9784344006997。
- 『これが本当のマスコミだ--社員が教える企業ミシュラン』東邦出版、2005年1月。ISBN 9784809404252。
- 『企業ミシュラン〈06年版〉IT・サービス業編--これが働きたい会社だ』幻冬舎、2005年12月。ISBN 9784344010949。
- 『若者はなぜ「会社選び」に失敗するのか』東洋経済新報社、2007年2月。ISBN 9784492761649。
- 『やりがいある仕事を市場原理のなかで実現する!』光文社、2008年10月。ISBN 9784334975500。
- 『トヨタの闇』ビジネス社、2007年11月。ISBN 9784828413990。

- 2010年2月、 韓国語版『トヨタの闇』（창해 チャンヘ）
- 2010年5月、文庫版『トヨタの闇』（増補版、ちくま文庫）

- 『第2の江原を探せ!』扶桑社、2008年12月。ISBN 9784594058487。
- 『35歳までに読むキャリア（しごとえらび）の教科書』ちくま新書、2010年10月。ISBN-13　978-4480065728
- 『10年後に食える仕事 食えない仕事』東洋経済新報社、2012年2月。
- 10年後に食える仕事 食えない仕事: AI、ロボット化で変わる職のカタチ　東洋経済新報社　2020/2/28　ISBN-13　978-4492261149